# Nemesis (astronomi)
 For alternative betydninger, se Nemesis (flertydig). (Se også artikler, som begynder med Nemesis)
Nemesis er betegnelsen for en hypotetisk stjerne som sammen med Solen skulle udgøre en dobbeltstjerne. Teorien om Nemesis er fremlagt som forklaring på de periodiske ændringer i Oortskyen som antages at være årsagen til kraftige meteornedslag og efterfølgende masseuddøen ca. hvert 26. millioner år.
Ifølge teorien skulle Nemesis kredse omkring solen i en afstand af 50 000 till 100 000 AE udenfor Oortskyen. Richard A. Muller har foreslået, at det mest sandsynlige objekt er en rød dværg, men andre forskere hævder, at der snarere er tale om en brun dværg. En så lysstærk rød dværg vil formentlig allerede være opdaget, hvorimod stjernens status som dobbeltstjerne forudsætter måling af dens parallakse. En stjerne, der kredser om Solen, vil ikke udvise megen egenbevægelse og vil derfor vanskeligt kunne opdages.
Støtter af teorien om Nemesis eksistens henviser blandt andet til småplaneten Sednas stærkt elliptiske kredsløb, der muligvis kan forklares gennem eksistensen af et større objekt uden for Oortskyen.
Efter analyse af de indsamlede data fra WISE teleskopet meddelte NASA den 7. marts 2014, at det ikke havde været muligt at bekræfte eksistensen af nogen planet eller rød dværg, der minder om Nemesis eller andre tilsvarende hypotetiske objekter, som planten Tyche.